# Felicjan Ostrowski
Felicjan Ostrowski herbu Nieczuja – podstoli trembowelski w 1677 roku, skarbnik sanocki w 1667 roku, podstarości trembowelski w latach 1670–1680, pisarz grodzki halicki w 1677 roku.
Syn Baltazara, żonaty z Eufrozyną Worcell, z którą miał synów: Stanisława, Antoniego i Józefa.
Poseł sejmiku halickiego ziemi halickiej na sejm 1677 roku.